# Victor Lindelöf
Victor Jörgen Nilsson Lindelöf (Pronunciació en suec: 'lɪndɛ'løːv; nascut el 17 de juliol de 1994) és un futbolista professional suec que juga com a defensa o migcampista defensiu pel Manchester United FC i per la selecció de futbol de Suècia.

## Estadístiques

### Club
A 20 maig 2016
| Club          | Temporada     | Lliga   | Lliga | Copa    | Copa | Copa de la Lliga | Copa de la Lliga | Continental | Continental | Total   | Total |
| Club          | Temporada     | Partits | Gols  | Partits | Gols | Partits          | Gols             | Partits     | Gols        | Partits | Gols  |
| ------------- | ------------- | ------- | ----- | ------- | ---- | ---------------- | ---------------- | ----------- | ----------- | ------- | ----- |
| Västerås SK   | 2010          | 1       | 0     | —       | —    | —                | —                | —           | —           | 1       | 0     |
| Västerås SK   | 2011          | 27      | 0     | —       | —    | —                | —                | —           | —           | 27      | 0     |
| Västerås SK   | 2012          | 13      | 0     | —       | —    | —                | —                | —           | —           | 13      | 0     |
| Västerås SK   | Total         | 41      | 0     | 0       | 0    | 0                | 0                | 0           | 0           | 41      | 0     |
| SL Benfica B  | 2012–13       | 15      | 0     | —       | —    | —                | —                | —           | —           | 15      | 0     |
| SL Benfica B  | 2013–14       | 33      | 2     | —       | —    | —                | —                | —           | —           | 33      | 2     |
| SL Benfica B  | 2014–15       | 41      | 2     | —       | —    | —                | —                | —           | —           | 41      | 2     |
| SL Benfica B  | 2015–16       | 8       | 0     | —       | —    | —                | —                | —           | —           | 8       | 0     |
| SL Benfica B  | Total         | 97      | 4     | 0       | 0    | 0                | 0                | 0           | 0           | 97      | 4     |
| SL Benfica    | 2013–14       | 1       | 0     | 1       | 0    | 0                | 0                | 0           | 0           | 2       | 0     |
| SL Benfica    | 2014–15       | 0       | 0     | 1       | 0    | 0                | 0                | 0           | 0           | 1       | 0     |
| SL Benfica    | 2015–16       | 15      | 1     | 0       | 0    | 4                | 0                | 4           | 0           | 25      | 1     |
| SL Benfica    | Total         | 16      | 1     | 2       | 0    | 4                | 0                | 4           | 0           | 28      | 1     |
| Total carrera | Total carrera | 154     | 5     | 2       | 0    | 4                | 0                | 4           | 0           | 162     | 5     |

### Internacional
A match played 22 juny 2016
| Equip nacional | Any   | Partits | Gols |
| -------------- | ----- | ------- | ---- |
| Suècia         |       |         |      |
| 2016           | 6     | 0       |      |
| Total          | Total | 6       | 0    |

## Palmarès

### Club
Västerås SK
- Division 1 Norra: 2010

Benfica
- Primeira Liga: 2013–14,[2] 2015–16, 2016–17
- Taça de Portugal: 2013–14, 2016–17
- Taça da Liga: 2015–16
- Supertaça Cândido de Oliveira: 2016

Manchester United
- FA Cup: 2023–24
- EFL Cup: 2022–23

### Internacional
Suècia Sub-21
- Campionat d'Europa de Futbol sub-21 de la UEFA: 2015[3]

### Individual
- Equip del torneig del Campionat d'Europa de Futbol sub-21 de la UEFA 2015.